# Atanas Szopow
Atanas Christow Szopow (bułg. Атанас Христов Шопов, ur. 4 października 1951) – bułgarski sztangista. Dwukrotny medalista olimpijski.
Brał udział w dwóch igrzyskach olimpijskich (IO 72, IO 76), na obu zdobywał medale. w 1972 zdobył srebro w wadze do 90 kilogramów, w 1976 był trzeci w tej samej kategorii. Szopow wywalczył jednocześnie medale mistrzostw świata. Zdobył srebro mistrzostw Europy w 1972, brąz w 1971 i 1973.